# Authaeretis
Authaeretis là một chi bướm đêm thuộc họ Crambidae.